# Neu-Helgoland

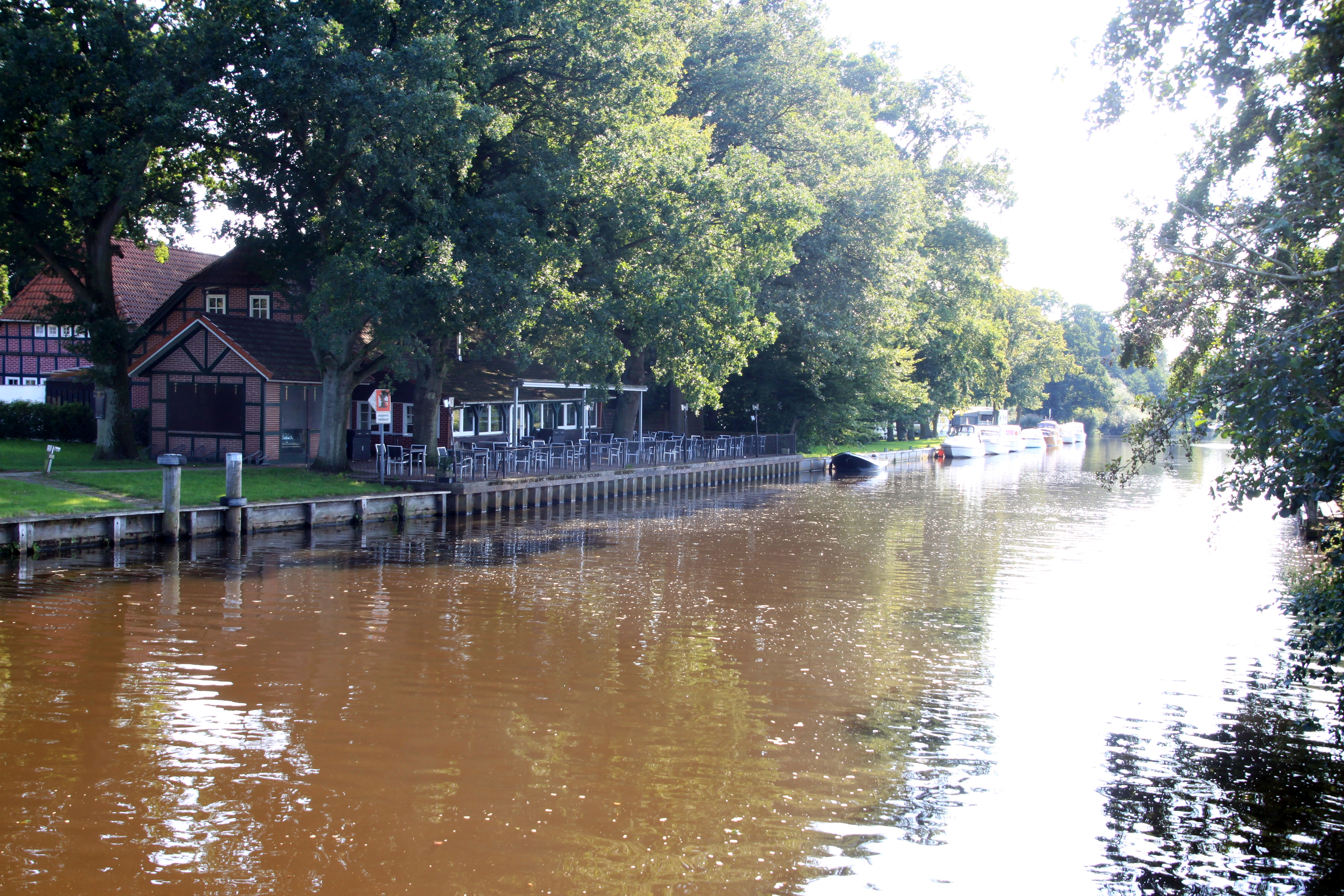
Neu-Helgoland (2020)

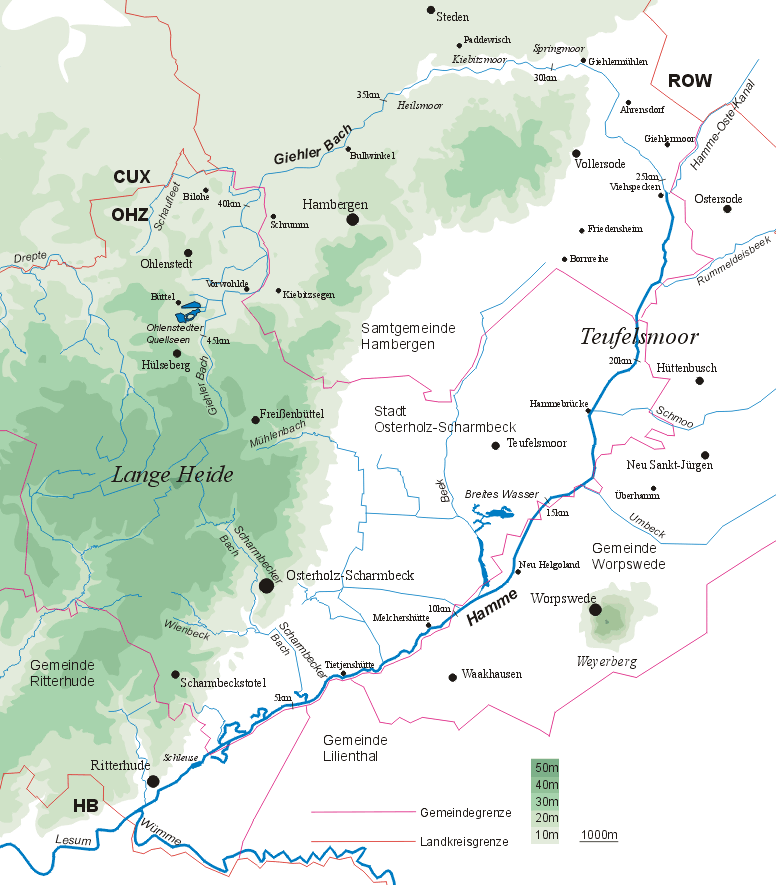
Neu-Helgoland an der Hamme

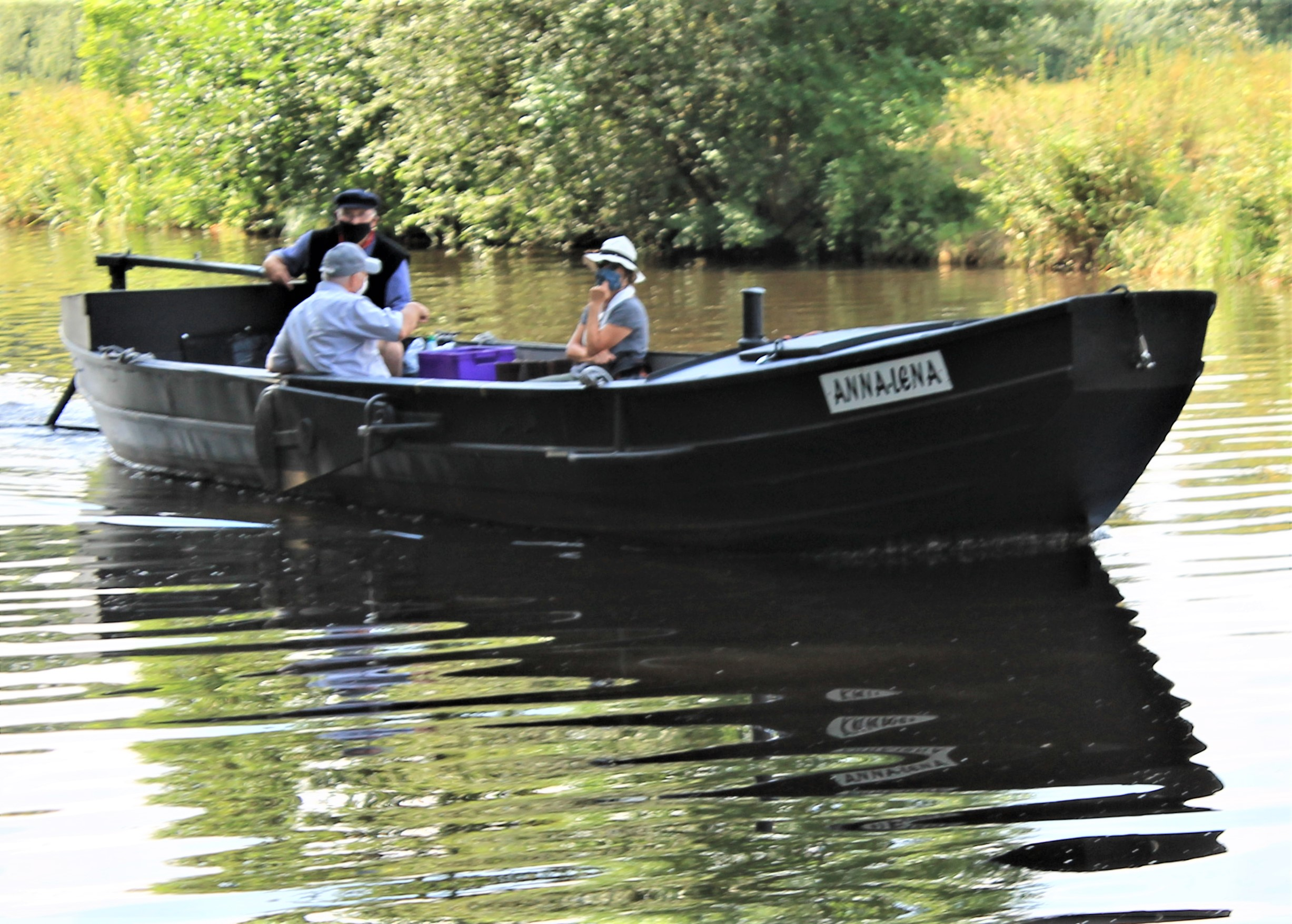
Torfschiff auf der Hamme bei Neu Helgoland

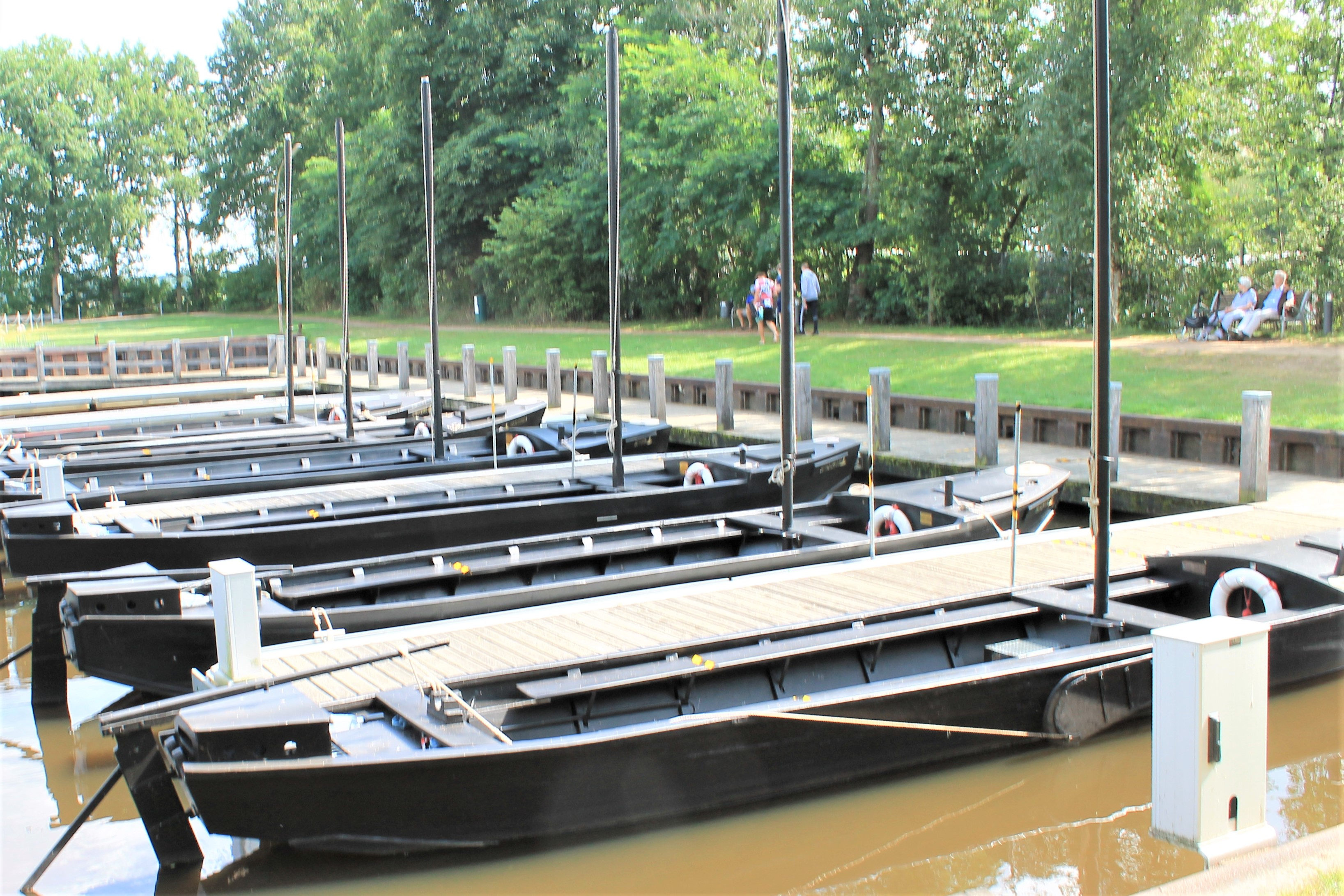
Torfschiffhafen Neu Helgoland an der Hamme

Neu-Helgoland ist eine der traditionellen Hammehütten im Teufelsmoor, die sich in Worpswede in Niedersachsen befindet. Hammehütten waren Plätze mit Anlegestellen oder kleinen Häfen für die Torfschiffer zum Übernachten und auch zum Weitertransport durch Bockschiffe. Der Name Neu-Helgoland entsprach dem Zeitgeist der Kolonialzeit, denn die heutige Melchers Hütte als eine von sieben ehemaligen Hammehütten, die firmierte seinerzeit als Neu-Kamerun.

## Geschichte
Neu-Helgoland war ab 1800 eine der ehemaligen Hammehütten mit Torfschiffhafen, die u. a. zum Torfumladen von vorwiegend Halbhunt-Schiffen der Moorkolonisten in größere Schiffe der Eichenfahrer diente. Diese in dieser Zeit  erstellten spartanisch eingerichteten Holzhütten waren leicht demontierbar und wurden zum Schutz vor der jährlichen Überschwemmung im Winter abgebaut und zur nächsten Saison wieder aufgebaut. In den Hütten wurden die notwendigen Geschäfte zum Torfverkauf an Händler oder an die Eichenfahrer abgewickelt. Hier wurden die Schiffsleute bewirtet und dienten der einfachen Übernachtung auf dem mit Stroh aufgeschütteten Fußboden der Hütten, denn die Fahrt im Halbhunt-Schiff nach Bremen dauerte zu dieser Zeit drei bis vier Tage.
1890 wurde die Insel Helgoland aufgrund des deutsch-britischen Vertrages über die Kolonien an Preußen übertragen, der oft als Helgoland-Sansibar-Vertrag bezeichnet wird. Dadurch entstand fälschlicherweise der Eindruck, diese beiden Inseln seien getauscht worden. Seinerzeit war Sansibar jedoch ein freies Sultanat und keine deutsche Kolonie.
In dieser Zeit erfolgte die Umbenennung der Hütte in Neu-Helgoland. Das Grundstück der saisonal betriebenen alten Hütte wurde aufgeschüttet und 1904 ein kleines Fachwerkhaus als Gasthaus direkt an der Hamme gebaut, das 1933 vom Wirt Hermann Gerken vergrößert wurde. Es wurde ein Wohn- und Stallgebäude angebaut und der zur Hamme gelegene Bereich wurde mit einer Terrasse versehen und später überdacht. Hermann Krogmann, der Enkel von Hermann Gerken, ist der heutige Besitzer, er hat das traditionelle Gasthaus verpachtet.
1958 wurde die Brücke Hammeweg über die Hamme gebaut.